# Навскісник

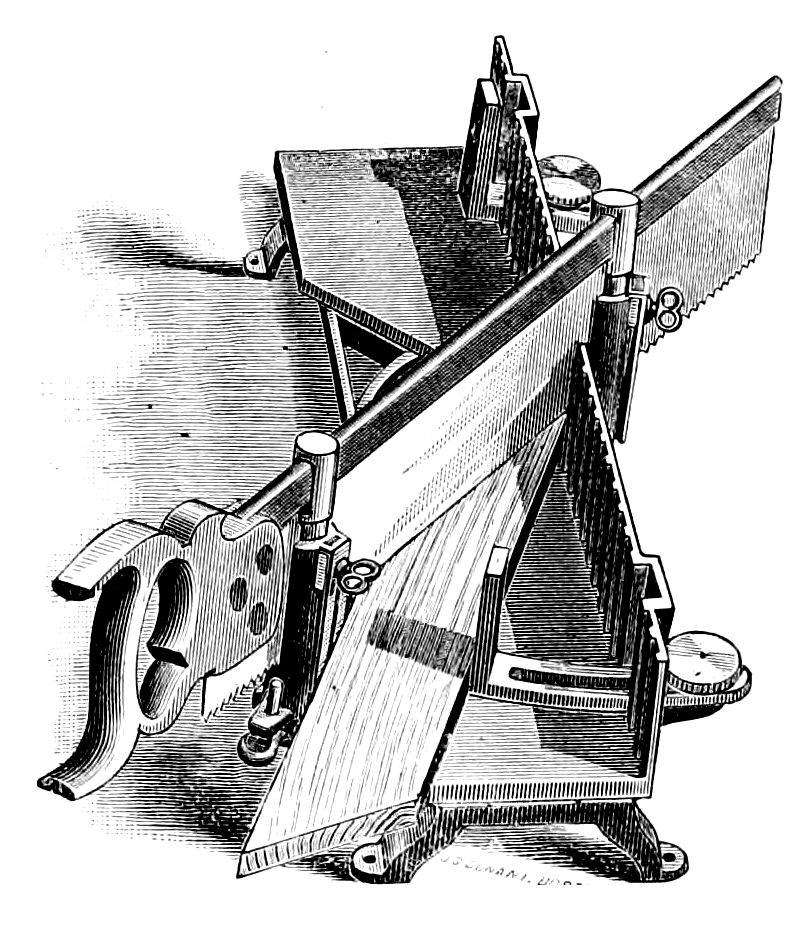
Навскісник поворотний

Навскі́сник — деревообробний пристрій у вигляді жолоба для різання пилкою деталей з деревини чи пиломатеріалів під косим або прямим кутом. Навскісник виготовляють з пластмаси, іноді з дерева чи алюмінієвих сплавів.
Застосовують для розпилювання плінтусів, багетних планок, дощок для дверних відкосів, інших пиломатеріалів під час підготування з'єднань «на вус». Матеріал вкладають у жолоб навскісника (іноді притискають струбциною) та розпиляють через бокові прорізи. Для роботи з навскісником застосовують спеціальну пилку з жорстким високим полотном та дрібними зубцями, як правило, без розведення.
Розрізняють два види навскісника: 
1. звичайні — цей тип пристрою виключає можливість регулювань, пропили виконуються конструктивно закладеними прорізами.
2. поворотні — є можливість налаштування будь-якого кута пропилу. Більшість моделей даного типу навскісника дозволяють регулювати потрібний кут у двох площинах. Окрім ручних моделей є електричні поворотні навскісники з можливістю роботи під різними кутами.

## Джерело
- Как сделать стусло своими руками [Архівовано 22 грудня 2015 у Wayback Machine.] (рос.)